# Juan de Arístegui Laborde
Juan de Arístegui Laborde (San Sebastián, Guipúzcoa, 2 de julio de 1963) es un diplomático español. Embajador de España en Eslovenia (desde 2020)

## Carrera diplomática
Nació en el seno de una familia de diplomáticos. Su padre, Joaquín María de Arístegui Petit, fue Embajador de España. Su hermano menor, Joaquín María   también es diplomático de carrera.
Tras licenciarse en Derecho en la Universidad Autónoma de Madrid, ingresó en la carrera diplomática (1990).
Ha sido consejero técnico en el Gabinete del Ministro de Asuntos Exteriores, estando destinado en las representaciones diplomáticas españolas en Finlandia y Turquía. Ha sido subdirector general de Asuntos Generales en la Secretaría de Estado de Asuntos Europeos y coordinador del Comité de Representantes Permanentes de la Unión Europea (COREPER); y Director del Gabinete del Secretario de Estado para la Unión Europea (septiembre 2011).
Fue embajador representante permanente de España ante la Unión Europea (2015-2020) y subdirector general de Asuntos Sociales en la Dirección General de Asuntos Consulares y Migratorios, y de Europa Oriental y Asia Central.
Es el embajador de España en Eslovenia (2020).